# Tatjana Turanskyj
Tatjana Turanskyj (* 27. Juli 1966 in Hannover; † 18. September 2021 in Berlin) war eine deutsche feministische Filmregisseurin, Filmproduzentin, Drehbuchautorin, Schauspielerin und Performerin.

## Leben
Tatjana Turanskyj studierte zwischen 1988 und 1995 Soziologie, Theater- und Literaturwissenschaft u. a. in Frankfurt am Main. Vor und während ihres Studiums war sie Darstellerin in Inszenierungen von Einar Schleef.
Sie arbeitete von 1995 bis 2002 in der Werbebranche und betätigte sich künstlerisch im Bereich Performance und Video und betrieb zusammen mit Saskia Draxler die „O.K. GIRL$ Gallery“ in Berlin.
2001 gründete Turanskyj zusammen mit anderen Künstlerinnen das Performance-Filmkollektiv „Hangover Ltd.“, das bis 2007 die Filme Hangover, Petra, Remake und Korleput produzierte. Die Mitglieder der Gruppe spielten als Schauspielerinnen in ihren Filmen mit. Die Filme der „Hangover Ltd.“ wurden von der Volksbühne Berlin koproduziert.
Zusammen mit Jan Ahlrichs gründete Tatjana Turanskyj 2008 die Filmproduktionsfirma „turanskyj & ahlrichs GbR“, die ihre nun folgenden Filme Eine flexible Frau und Top Girl produzierte. Diese zwei Filme sind Teil der Frauen- und Arbeittrilogie. Ihren Film Athen – Orientierungslosigkeit ist kein Verbrechen (2015) drehte sie zusammen mit der Dokumentarfilmerin Marita Neher.
Tatjana Turanskyj war Mitbegründerin der Initiative ProQuote Regie, eines Zusammenschlusses von Regisseurinnen, die sich u. a. für eine Quote für die Vergabe von Regieaufträgen im Fernseh- und Filmbereich einsetzen, um mehr Geschlechtergerechtigkeit in der Filmbranche zu erreichen.
Im September 2021 starb Tatjana Turanskyj im Alter von 55 Jahren.

## Auszeichnungen und Stipendien
- 2005: mit Hangover Ltd. 1. Preis der Internationalen Kurzfilmtage Oberhausen für den Film Remake in der „German Competition“[10]
- 2010: Nominierung des Films Eine flexible Frau für den Teddy Award, der Queer-Film-Award der 60. Internationalen Filmfestspiele Berlin[11]
- 2014: „Best Film of the Year“ beim Fetisch Film Festival für TOP GIRL oder La déformation professionnelle, Julia Hummer als „Best Actress“ und RP Kahl als „Best Actor“[12]
- 2014: Nominierung des Films Top Girl für das Internationale Forum des jungen Films bei den Internationalen Filmfestspielen Berlin
- Drehbuchstipendien von der Berliner Künstlerinnenförderung des Senats (Eine flexible Frau, High Potential), von der Beauftragten der Bundesregierung für Kultur und Medien (für TOP GIRL) sowie von der Filmförderungsanstalt (für Korleput)
- 2015: Auswahl von Orientierungslosigkeit ist kein Verbrechen in der Debatte Zeitgeist der Woche der Kritik

## Filme
- 2001: Hangover (mit Hangover Ltd.), 72 min.
- 2003: Petra (mit Hangover Ltd.), 70 min.
- 2004: Wedding (zusammen mit Wiebke Berndt), 5 min.
- 2005: Remake (mit Hangover Ltd.), 20 min.
- 2006: Sehnsucht nach Schüssen, 60 min.
- 2007: Korleput (mit Hangover Ltd.), 72 min., mit Bastian Trost und Christine Groß
- 2008: I’m a Dancer, 6 min.
- 2010: Eine flexible Frau, 97 min., Teil 1 einer Trilogie, mit Mira Partecke, Laura Tonke, Bastian Trost
- 2014: Top Girl oder La déformation professionnelle, 94 min., mit Julia Hummer, Susanne Bredehöft, Jojo Pohl, Nina Kronjäger, RP Kahl
- 2015: Orientierungslosigkeit ist kein Verbrechen, gemeinsame Regie mit Marita Neher, 76 min., mit Nina Kronjäger, Anna Schmidt, Kathrin Krottenthaler